# Narcea (Fluss)
Der Narcea (span. Río Narcea) ist ein Fluss in Spanien, der durch die autonome Region Asturien fließt.

## Geografie
Der Narcea entspringt im Nationalpark Parque Natural de las Fuentes del Narcea y de Ibias nahe der Gemeindehauptstadt Ibias.

### Nebenflüsse
von rechts:
- Naviego, Onón, Genestaza und  Pigüeña

von links:
- Coto, Arganza, Gera, Rodical und Nonaya

### Bodenschätze und Wirtschaft
In kleinen Mengen wird seit alters her der Kalkstein abgebaut. Die Sauberkeit des Wassers macht den Narcea zu einem der fischreichsten Flüsse der Region. Bei Anglern und Gourmets ist er für seine Lachse berühmt.

### Orte am Narcea
- Gemeinde (Concejo) Pravia
  - Forcinas, Quinzanas, Corias,
- Gemeinde (Concejo) Salas
  - Cornellana, San Antolín de Las Dorigas, Santa Eulalia de Las Dorigas, Santiago de la Barca, Laneo, Alava, Soto de los Infantes
- Gemeinde (Concejo) Belmonte de Miranda
  - Castañedo
- Gemeinde (Concejo) Tineo
  - La Barca
- Gemeinde (Concejo) Cangas del Narcea
  - Tebongo, Corias, Cangas del Narcea, La Regla de Perandones, Cibuyo, Posada de Rengos und Vega de Rengos.